# Bathypallenopsis longirostris
Bathypallenopsis longirostris is een zeespin uit de familie Pallenopsidae. De soort behoort tot het geslacht Bathypallenopsis. Bathypallenopsis longirostris werd in 1881 voor het eerst wetenschappelijk beschreven door Wilson. 